# Onufry Bierzyński
Onufry Bierzyński herbu Jastrzębiec (zm. przed 24 maja 1785) – kasztelan żytomierski w latach 1775–1783, starosta szawulski w 1766 roku.
W 1764 roku był elektorem Stanisława Augusta Poniatowskiego z województwa kijowskiego i posłem tego województwa na sejm elekcyjny. Poseł na sejm 1766 roku z województwa kijowskiego.